# Olu Fashanu
(en) Statistiques sur pro-football-reference
Olumuyiwa Anthony Fashanu dit Olu Fashanu, né le 9 décembre 2022 à Waldorf (Maryland), est un sportif professionnel américain de football américain jouant au poste doffensive tackle dans la National Football League (NFL) depuis la saison 2024 pour la franchise des Jets de New York.
Auparavant, au niveau universitaire, il a joué pendant quatre saisons dans la NCAA Division I FBS pour les Nittany Lions de l'université d'État de Pennsylvanie avant d'être Sélectionné en 11e choix global lors du premier tour de la draft 2024 de la NFL par les Jets de New York.

## Biographie

### Jeunesse
Fashanu nait le 9 décembre 2022 à Waldorf dans le Maryland. Il est d'origine yoruba. Il étudie au lycée lycée Gonzaga (en) à Washington D.C.

### Carrière universitaire
Il intègre l'université d'État de Pennsylvanie pour y joueur au football américain universitaire. Sans avoir disputé de match lors de sa première année, il joue neuf matchs en 2021 et devient titulaire pour jouer l'Outback Bowl 2022,. Il est ensuite titularisé pour la saison 2022 au poste de left tackle et est sélectionné dans la deuxième équipe de la Big Ten Conference en 2022,. Au terme de sa dernière saison (2023) il est sélectionné dans la première équipe Big Ten, est reconnu par consensus joueur All-American et se voit décerner le Rimington–Pace Offensive Lineman of the Year (en) 2023 de la Big Ten,.

### Carrière professionnelles

#### NFL Scouting Combine
| Taille             | Poids           | Bras          | Main          | Sprint   | Sprint   | Sprint   | Shuttle 20 yards | 3 cones drill | Détente       | Détente            | Développé couché | Test Wonderlic |
| Taille             | Poids           | Bras          | Main          | 40 yards | 10 yards | 20 yards | Shuttle 20 yards | 3 cones drill | verticale     | horizontale        | Développé couché | Test Wonderlic |
| 1,98 m (6 ft 6 in) | 142 kg (312 lb) | 86 cm (34 in) | 22 cm (8½ in) | 5,11 s   | 1,77 s   | 2,94 s   | -                | -             | 81 cm (32 in) | 2,77 m (9 ft 1 in) | -                | -              |

#### Draft
Fashanu est sélectionné en 11e choix global lors du premier tour de la draft 2024 de la NFL par la franchise des Jets de New York.

#### Jets de New York
Après avoir remplacé Morgan Moses au poste de tackle droit pendant deux matchs, il est désigné titulaire au poste de tackle gauche lors de la 11e semaine à la blessure de Tyron Smith. IL joue les cinq matchs suivants en tant que titulaire mais souffre d'une fasciite plantaire en 16e semaine ce qui lui fait rater le reste de la saison.